# يوهانا قندت
يوهانا ماريا قندت (بالألمانية: Johanna Quandt)‏ (والمعروفة باسم بروهن؛ من مواليد 21 يونيو 1926 – والمُتوفاة في 3 أغسطس 2015) هي سيدة أعمال ألمانية ورئيسة مجموعة قندت التي انتشلت شركة بي إم دبليو BMW من الإفلاس. عندما تُوفيت قندت في عام 2015، كانت ثامن أغنى شخص في ألمانيا (وأغنى امرأة ألمانية)، وفي المرتبة الـ 77 كأغنى شخص في العالم، وفي المرتبة الـ 11 كأغنى امرأة في العالم وفقًا لمجلة فوربس.

## عملها في بي إم دبليو
أصبحت يوهانا بروهن سكرتيرة في مكتب زوجها المستقبلي في الخمسينيات وأصبحت في نهاية المطاف مساعداً شخصياً له. تزوج الاثنان في عام 1960، وبعد وفاته في عام 1982، أصبحت جوهانا مساهمًا رئيسيًا في بي إم دبليو وجلست على مجلسها الإشرافي من عام 1982 حتى تقاعدت في عام 1997. عملت جوهانا في ذلك الوقت كنائب رئيس مجلس الإدارة. كانت تملك 16.7 ٪ من أسهم شركة بي إم دبليو حتى وقت وفاتها.

## حياتها الشخصية
أنجبت جوهانا من زواجها طفلين، ستيفان وسوزان، والان أصبحا فيما بعد أيضًا من المساهمين الرئيسيين في شركة BMW، ويجلسان الآن في مجلس الإشراف على الشركة. منعت الشرطة محاولة لاختطافها هي وابنتها سوزان كلاتن في عام 1978. عاشت جوهانا بهدوء في باد هومبورغ.
وصف برنامج في هيئة الإذاعة العامة الألمانية إيه آر دي ARD في أكتوبر 2007 بالتفصيل دور شركات قندت العائلية خلال الحرب العالمية الثانية. ونتيجةً لذلك، أعلن أربعة من أفراد العائلة، نيابةً عن عائلة قندت بأكملها، عن نيتهم لتمويل مشروع بحث سيبحث فيه أحد المؤرخين أنشطة العائلة خلال ديكتاتورية هتلر.
قُدّرت ثروة عائلة قندت في أغسطس 2014 بـ 46.3 مليار دولار. تُوفيت جوهانا قندت عن عمر يناهز 89 عامًا في منزلها في باد هومبورغ بالقرب من فرانكفورت أم ماين.
دعمت جوهانا منظمات البحث عن علاج أمراض سرطان الأطفال، كما تبرعت بسخا للأحزاب السياسية، كما أنشأت مركز جز جوهانا قندت للإعلام، لتدريب الصحفيين الناشئين.

## روابط خارجية
- يوهانا قندت على موقع مونزينجر (الألمانية)